# Шен, Парри
Па́рри Шен (англ. Parry Shen; род. 26 июня 1973 года, Куинс, Нью-Йорк, США) — американский актёр китайского происхождения. Известен по роли Брэда Купер в сериале «Главный госпиталь» (2013-2017), по разным ролям в трилогии слэшеров «Топор» (2006-2013), а также по озвучиванию игр Sleeping Dogs (2009) и Mortal Kombat X (2015).

## Биография
Родился и вырос в Куинсе, восточном районе Нью-Йорка. Посещал католическую школу. Обучался в Университете штата Нью-Йорк в Буффало. Затем переехал в Калифорнию, работал в общежитии частного подготовительного колледжа «Villanova» в городе Охай.
Дебютировал в 1997 году в научно-фантастическом боевике Звёздный десант в роли безымянного студента. Уже в следующем году получил второстепенную роль в фильме ужасов Дэвида ДеКото «Крикун». В 2003 сыграл главную роль в американо-китайском фильме «Завтра повезёт больше».
Прослушивался на роль Гарольда в фильме «Гарольд и Кумар уходят в отрыв» в 2004, однако роль досталась Джону Чо.
Появился во всех трёх фильмах-слэшерах из серии «Топор». В первом фильме Шен играет туристического гида по болотам Шона, который стал жертвой маньяка Виктора Кроули. Во втором он играет Джастина, брата Шона. В третьем Шен появляется в роли парамедика Эндрю, который в шутку замечает, что убитые братья очень на него похожи.
С 2013 играет лаборанта Брэда Купера в мыльной опере «Главный госпиталь».

## Фильмография
| Год       |    | Русское название                 | Оригинальное название                      | Роль                  |
| --------- | -- | -------------------------------- | ------------------------------------------ | --------------------- |
| 1997      | ф  | Звёздный десант                  | Starship Troopers                          | студент               |
| 1997      | с  | Непредсказуемая Сьюзан           | Suddenly Susan                             | Роберт                |
| 1998      | с  | Баффи — истребительница вампиров | Buffy the Vampire Slayer                   | студент               |
| 1998      | ф  | Крикун                           | Shrieker                                   | Дэвид                 |
| 1998      | с  | Беверли-Хиллз, 90210             | Beverly Hills 90210                        | Стаффер               |
| 1998      | с  | Король Квинса                    | The King of Queens                         | парень                |
| 1999      | с  | Надежда Чикаго                   | Chicago Hope                               | Гарри Ленски          |
| 1999      | с  | Нас пятеро                       | Party of Five                              | Кайл                  |
| 2000      | тф | Космические корсары              | The Privateers                             | Пэррот                |
| 2002      | ф  | Крутой парень                    | The New Guy                                | Глен                  |
| 2003      | ф  | Завтра повезёт больше            | Better Luck Tomorrow                       | Бен Манибэг           |
| 2004      | с  | Морская полиция: Спецотдел       | NCIS: Naval Criminal Investigative Service | Бен Ричмонд           |
| 2004      | ф  | Страх                            | The Hazing                                 | Тим                   |
| 2004      | ф  | Идеальная вечеринка              | The Perfect Party                          | Питер                 |
| 2004      | ф  | Первая дочь                      | First Daughter                             | гонщик                |
| 2005      | с  | Вернуть из мертвых               | Tru Calling                                | Тайлер Ли             |
| 2005      | с  | Без следа                        | Without a Trace                            | Стивен Парк           |
| 2006      | ф  | Топор                            | Hatchet                                    | Шон                   |
| 2006      | с  | Вероника Марс                    | Veronica Mars                              | Хсианг «Чарльстон» Чу |
| 2007      | с  | Братья и сёстры                  | Brothers & Sisters                         | Дэн Силк              |
| 2007      | ф  | Генное поколение                 | The Gene Generation                        | Джеки                 |
| 2007      | с  | Мыслить как преступник           | Criminal Minds                             | Бобби Ким             |
| 2008      | ф  | Правило трёх                     | Rule of Three                              | Дэвид                 |
| 2010      | ф  | Топор 2                          | Hatchet II                                 | Джастин               |
| 2012      | ф  | Да, мы открыты                   | Yes, We're Open                            | Люк                   |
| 2013      | ф  | Топор 3                          | Hatchet III                                | Эндрю                 |
| 2013—2017 | с  | Главный госпиталь                | General Hospital                           | Брэд Купер            |
| 2016      | ф  | Колеблющийся штат                | Swing State                                | Райан Поллард         |
| 2017      | с  | Измерение 404                    | Dimension 404                              | аниматор              |
| 2017      | ф  | Виктор Кроули                    | Victor Crowley                             | Эндрю                 |

## Озвучивание компьютерных игр
| Год  | Название                             | Роль                      |
| ---- | ------------------------------------ | ------------------------- |
| 2009 | Wet                                  | Чжи                       |
| 2012 | World of Warcraft: Mists of Pandaria | Цзыань Беспросветная Тьма |
| 2012 | Sleeping Dogs                        | Уинстон Чу                |
| 2013 | Far Cry 3                            | дополнительные голоса     |
| 2015 | Mortal Kombat X                      | Такэда Такахаси           |
| 2016 | Lego Marvel’s Avengers               | Железный Легион           |
| 2016 | The Walking Dead: Michonne           | Захари                    |